# Hermann Ellern
Hermann Ellern (hebräisch הרמן אלרן; geboren 4. Oktober 1892 in Karlsruhe; gestorben 9. August 1987 in Herzlia) war ein deutsch-israelischer Bankier.

## Leben
Hermann Ellern war ein Sohn des Bankiers Ignaz Ellern (1856–1917) und der Klara Feuchtwanger (1866–1963), er hatte zwei Geschwister. Ellern beendete 1911 seine Banklehre in der Bank seines Vaters und machte 1912/13 ein Praktikum bei E. & L. Wertheimer in Frankfurt am Main und 1913/14 bei Samuel Montagu & Co. in London. Ellern wurde Sanitäts-Unteroffizier im Ersten Weltkrieg und  geriet 1916 in britische Kriegsgefangenschaft, aus der er Ende 1918 entlassen wurde. Neben seinem Schwager Emanuel Forchheimer führte er ab 1919 die Bank. Er heiratete 1924 Bessie Loewenthal (1901–1967), sie hatten fünf Kinder.  
Nach der Machtübergabe an die Nationalsozialisten emigrierte Ellern 1934 nach Palästina. Die Bank in Deutschland wurde von Forchheimer weitergeführt, bis sie nach den Novemberpogromen Ende 1938 vom Reichskommissar für das Kreditwesen geschlossen wurde. Ellerns Besitz in Karlsruhe wurde arisiert. 
Ellern gründete 1934 in Tel Aviv die „Ellern’s Bank Ltd.“, über die ein Großteil des Ha’avara-Abkommens zwischen dem nationalsozialistischen Deutschland und der Jewish Agency abgewickelt wurde. Die Ellern’s Bank diversifizierte und beteiligte sich an Finanzunternehmen in Zürich und New York City. Die Bank wurde 1966 verkauft.

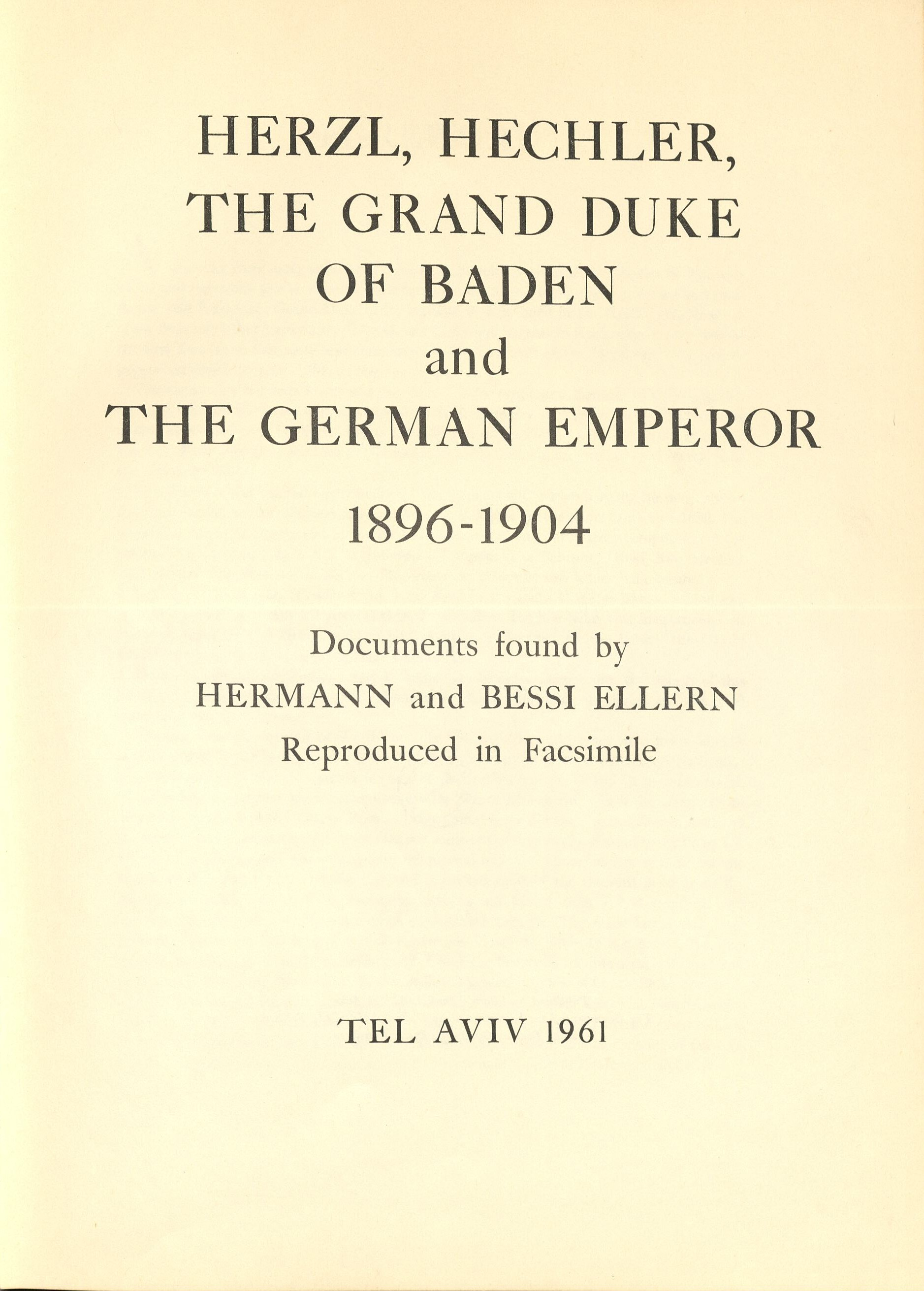
Briefe von Herzl, Hechler, Friedrich von Baden und Wilhelm II. (1961)

Ellern war Mitglied von B’nai B’rith in Ramat Gan und Ehrenkonsul von San Salvador in Tel Aviv. Seine Frau und er entdeckten 1960 Briefe von Theodor Herzl im Großherzoglich Badischen Familienarchiv in Karlsruhe. 

## Schriften
- Herzl, Hechler, the Grand Duke of Baden and the German Emperor 1896–1904. Documents found by Hermann and Bessi Ellern. Foreword Hermann Ellern. Introduction Alex Bein. Tel Aviv: Ellern, 1961